# 陳述句
陈述句是陈述一个事实或者说话人的看法，在陈述别人的话的时候，不需要用引号来框起来。它包括肯定句和否定句。陈述句在书写时句末通常用句号。

## 例子
- 我是陳先生。
- 他有一百萬美元。
- 她僅有16歲。